# Peri Bevilacqua

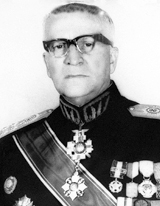
General Peri Bevilacqua

Peri Constant Bevilacqua (* 9. Juni 1899 in Rio de Janeiro; † 27. April 1990 ebenda) war ein brasilianischer Offizier, der als General zwischen 1963 und 1965 Chef des Generalstabes der Streitkräfte EMFA (Chefe do Estado-Maior das Forças Armadas) sowie von 1965 bis 1969 Mitglied des Obersten Militärtribunals STM (Superior Tribunal Militar) war. Aufgrund seiner Kritik am Militärregime wurde er durch den am 13. Dezember 1968 erlassenen Institutionellen Akt Nr. 5 (AI-5) unehrenhaft vor Erreichen der Altersgrenze von 70 Jahren aus der Armee entlassen und sprach sich später für eine Amnestie für Opfer der Militärdiktatur aus.

## Leben

### Offiziersausbildung, Offizier und Vermittler im Chacokrieg

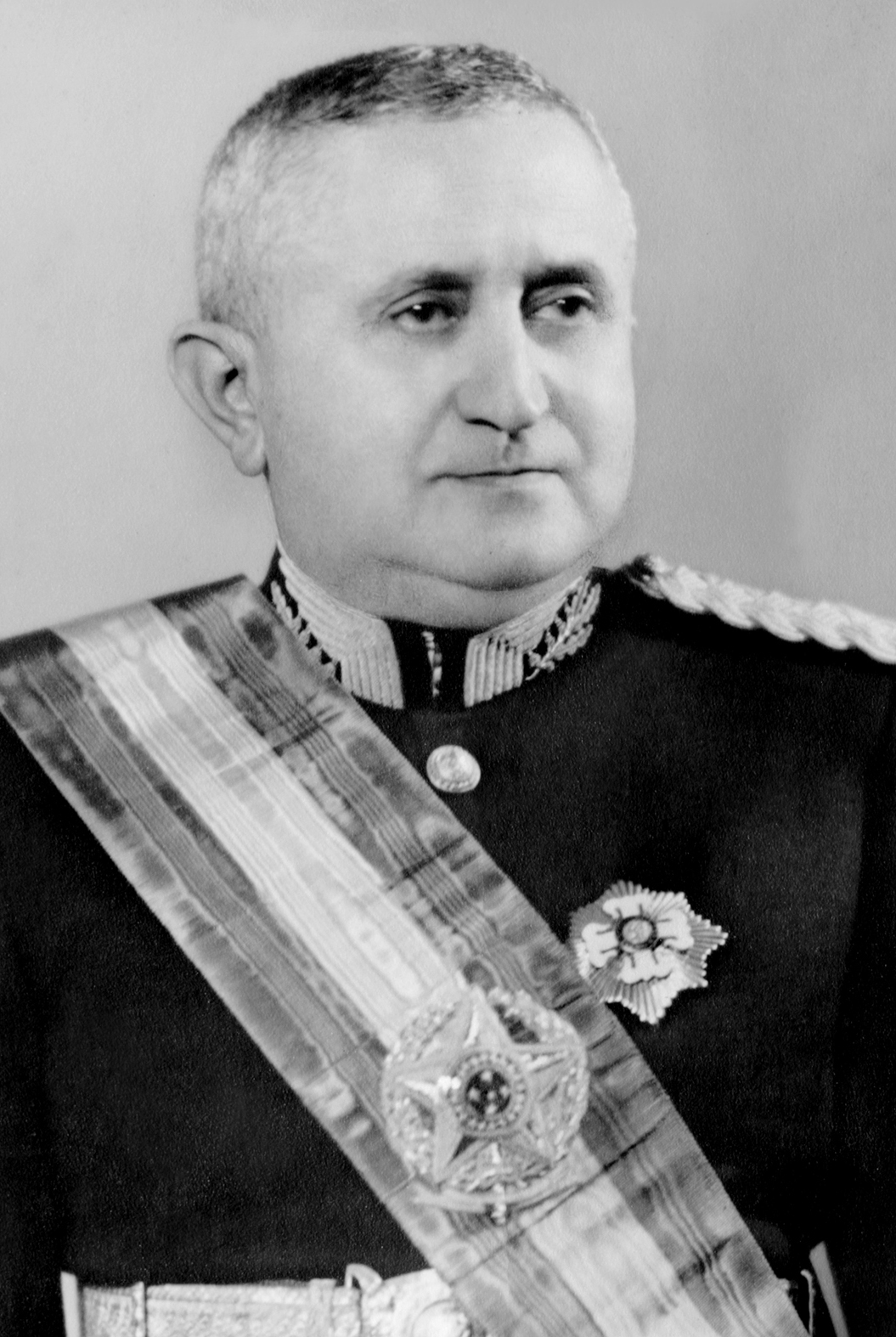
Kriegsminister General Eurico Gaspar Dutra, dessen Kabinettsoffizier Major Bevilacqua von 1938 bis 1940 war.

Peri Constant Bevilacqua war der Sohn von Marschall José Bevilacqua und Alcida Constant Bevilacqua sowie ein Enkel mütterlicherseits von Benjamin Constant Botelho de Magalhães, Minister für Krieg und öffentliche Erziehung in der Regierung des ersten gewählten Staatspräsidenten Manuel Deodoro da Fonseca und Propagandist des Positivismus in Brasilien.
Er selbst begann nach dem Schulbesuch im Februar 1917 seine Offiziersausbildung an der Militärschulde (Escola Militar do Realengo) in Rio de Janeiro ein und wurde im Dezember 1919 als Offiziersanwärter (Aspirante-a-oficial) in die Artillerie übernommen. Im April 1920 wurde er zum Leutnant (Segundo-tenente) und im Mai 1921 zum Oberleutnant (Primeiro-tenente) befördert. 1925 belegte er einen Lehrgang an der Schule für Offiziersfortbildungen (Escola de Aperfeiçoamento de Oficiais) und erhielt im Juli 1925 seine Beförderung zum Hauptmann (Capitão). Darauf war er zwischen 1926 und 1929 Absolvent der Generalstabsschule des Heeres (Escola de Estado-Maior do Exército) und wurde Chef des Stabes der Militärjunta zur Herstellung des Friedens (Junta Militar Pacificadora), des sogenannten „Provisorischen Regierungsjunta“ (‚Junta Governativa Provisória‘), die nach der Absetzung von Staatspräsident Washington Luís Pereira de Sousa durch die von Getúlio Vargas angeführten Revolution vom 24. Oktober 1930 die Macht übernahm. Diese Militärjunta bestand aus den Generälen Augusto Tasso Fragoso und João de Deus Mena Barreto sowie Admiral José Isaías de Noronha und übergab am 3. November 1930 die Macht an den Anführer des Putsches, Getúlio Vargas.
Bevilacqua wurde daraufhin Mitglied des Clube 3 de Outubro, einer Organisation, die im Mai 1931 mit dem Ziel gegründet wurde, die Fortsetzung und Vertiefung der aus der Revolution von 1930 resultierenden Reformen zusammenzubringen. Im Mai 1934 wurde er Militärattaché an der Botschaft in Paraguay und als solcher im Oktober 1934 zum Major befördert. 1935 wurde er Mitglied der Neutralen Militärkommission, die aus Vertretern aus Argentinien, Brasilien, Chile, Peru, Uruguay und den USA – gebildet wurde, und die 1935 den Waffenstillstand zwischen Paraguay und Bolivien in dem seit 1932 umkämpften Chacokrieg vermittelten. Nach dem Waffenstillstand 1935 wurde er als erster brasilianischer Major mit dem Ritterkreuz des Brasilianischen Militärverdienstordens (Ordem do Mérito Militar) ausgezeichnet. Für seine Arbeit gegen Ende des Krieges erhielt er als ehemaliger Leiter der Kommission für die Rückführung bolivianischer Gefangener in Paraguay und Mitglied der Neutralen Militärkommission, die die beiden kriegführenden Länder zum Waffenstillstand und zum Friedensvertrag führte, den Roten Kondor – die höchste Auszeichnung, die Bolivien einem Ausländer vergibt. Die paraguayische Regierung verlieh ihm per Dekret den Nationalen Verdienstorden im Rang eines Kommandeurs. Im November 1936 verließ er Paraguay und war daraufhin zwischen 1937 und 1938 Offizier im 4. Motorisierten Artillerie-Regiment (4º Regimento de Artilharia Motorizada) in Itu sowie daraufhin von 1938 bis 1940 Kabinettsoffizier des Kriegsministers General Eurico Gaspar Dutra.

### Zweiter Weltkrieg und Nachkriegszeit
Im August 1940 wurde Peri Bevilacqua zum Oberstleutnant (Tenente-coronel) befördert und zum Kommandeur der 1. Automobil-Artillerie-Gruppe (1º Grupo Automóvel de Artilharia) in Rio de Janeiro und organisierte 1941 den Aufbau der 1. Gruppe des 3. Flugabwehr-Artillerie-Regiments (3º Regimento de Artilharia Antiaérea) in Natal, die zusätzlich zur Verteidigung der brasilianischen Küste gebildet wurde und bis 1943 bestand. Solche Initiativen waren Teil der Kriegsanstrengungen der brasilianischen Regierung, die zusammen mit den Alliierten im Zweiten Weltkrieg gegen die Achsenmächte kämpfte. Im Juni 1944 wurde er zum Oberst (Coronel) befördert und übernahm daraufhin den Posten als Chef des Stabes der 7. Militärregion (7ª Região Militar) in Recife.
1946 wurde Bevilacqua als Chef des Stabes der 4. Militärregion (4ª Região Militar) nach Juiz de Fora versetzt. Er verblieb allerdings nur für kurze Zeit auf diesem Posten und wurde noch 1946 Chef des Stabes der 2. Militärregion (2ª Região Militar) in São Paulo. Daraufhin fungierte er von 1948 bis 1952 als Kommandeur der Westküsten-Artilleriegruppe (Grupamento de Oeste da Artilharia de Costa) der 1. Militärregion (1ª Região Militar) in Rio de Janeiro. Nachdem er im September 1952 zum Brigadegeneral (General-de-brigada) befördert worden war, wurde er in die Rüstungsabteilung des Stabes des Heeres (Exército Brasileiro) versetzt und war dann stellvertretender Leiter der Abteilung Reserve im Stab des Heeres. 1955 wurde er Kommandeur der Artillerietruppen der 4. Infanteriedivision (4ª Divisão de Infantaria) in Pouso Alegre und war 1956 Absolvent der Obersten Kriegsschule ESG (Escola Superior de Guerra). Nach seiner Beförderung zum Generalmajor (General-de-divisão) im Dezember 1958 übernahm er im Generalstab des Heeres den Posten als Leiter der Abteilung Militärdienste (Direção do Serviço Militar) und 1961 den Posten als Kommandeur der 3. Infanteriedivision (3ª Divisão de Infantaria) in Santa Maria.

### Rücktritt von Jânio Quadros, Legalitätskampagne und Regierung von João Goulart

Der Rücktritt von Präsident Jânio Quadros am 25. August 1961 löste eine politisch-militärischen Krise aus.

Während der politisch-militärischen Krise, die das Land nach dem Rücktritt von Präsident Jânio Quadros am 25. August 1961 erfasste, einer Krise, die durch das Veto der Militärminister – Kriegsminister Marschall Odylio Denys, Marineminister Vizeadmiral Sílvio Heck und Luftfahrtminister Leutnant-Brigadier der Luftwaffe Gabriel Grün Moss – bei der Amtseinführung von Vizepräsident João Goulart ausgelöst wurde, protestierte Bevilacqua als erster General öffentlich gegen den Versuch, die Verfassungsmäßigkeit zu verletzen und forderte die Einhaltung der Verfassungsgesetzmäßigkeit. In diesem Sinne sympathisierte er mit General José Machado Lopes, Kommandeur der Dritten Armee in Porto Alegre, der Gouverneur Leonel Brizola von Rio Grande do Sul unterstützte. Dieser war Führer der Bewegung, die als Kampagne für Legalität (Campanha da Legalidade) bekannt wurde, an der er sowie die Gouverneure Mauro Borges aus Goiás und Ney Braga aus Paraná Anteil hatten. Die Krise, die fast zum Ausbruch eines Bürgerkriegs im Land geführt hätte, wurde am 2. September 1961 mit der Zustimmung des Nationalkongresses zur Verfassungsänderung Nr. 4 (Emenda Constitucional nº 4) überwunden. Bevilacqua sprach sich als Verteidiger der Aufrechterhaltung der Präsidialverfassung ebenso gegen eine solche Lösung aus wie die Generäle Osvino Ferreira Alves und Jair Dantas Ribeiro. Am 7. September 1961 übernahm Goulart schließlich die Präsidentschaft der Republik.

In João Goulart, dem Nachfolger von Jânio Quadros als Staatspräsident, sah Bevilacqua „einen Reisegefährten der Kommunisten“.

Ende 1961 wurde Bevilacqua Kommandeur der 3. Militärregion (3ª Região Militar) in Porto Alegre. Im März 1962 wurde er auf Anordnung des Kriegsministers João de Segadas Viana in seiner Residenz festgenommen, weil er ein persönliches Schreiben an Leonel Brizola zur Übernahme der Companhia Telefônica de Porto Alegre gratulierte, die sich im Besitz eines amerikanischen Unternehmens befand. In dem in mehreren Zeitungen abgedruckten Brief kritisierte er Äußerungen des US-Außenministers Dean Rusk, die der Haltung von Gouverneur Brizola entgegenstanden.
Im Mai 1962 kandidierte er als Vertreter der nationalistischen Strömung für die Wahl zum Präsidenten des Militärklubs (Clube Militar). Die Wahl spiegelte die Situation intensiver politischer Polarisierung wider, die die Streitkräfte seit der durch den Rücktritt von Präsident Jânio Quadros ausgelösten Krise erlebten. Die Liste, die einer größeren Öffnung des Landes für ausländisches Kapital zustimmte, angeführt von General Augusto da Cunha Magessi, gewann die Wahl mit 4884 Stimmen gegenüber 4312 von Bevilacqua. Seine Liste sah die Wahl als betrügerisch an und reichte ohne Erfolg Klagen ein, um sie für nichtig zu erklären.
Im September 1962 wurde Peri Bevilacqua Kommandeur der Zweiten Armee (II Exército) in São Paulo und ersetzte General Nélson de Melo, der zum Kriegsminister im Kabinett Goulart ernannt worden war. Laut dem Journalisten Hélio Silva wurde Bevilacqua aufgrund seines Engagements für die sogenannte Kampagne der Legalität sowohl in Militärkreisen als auch in zivilen Kreisen im Bundesstaat São Paulo mit Vorbehalten aufgenommen. Seine anschließende ablehnende Haltung gegenüber den Streiks und seine engen Beziehungen zum Gouverneur von São Paulo, Ademar de Barros, gewannen jedoch die Sympathie der Konservativen und Industriellen des Staates.

General Peri Bevilacqua (1963)

Im März 1963 wurde Bevilacqua zum Armeegeneral befördert und hielt im selben Monat bei der Amtseinführungszeremonie von General Olímpio Mourão Filho, dem Kommandeur der ebenfalls in São Paulo stationierten 2. Militärregion, eine Rede, in der er Organisationen angriff, die er für illegitim hielt wie das Allgemeine Arbeiterkommando CGT (Comando Geral dos Trabalhadores), den Einheits- und Aktionspakt PUA (Pacto de Unidade e Ação) und dergleichen. Er kritisierte auch die Androhung von Streiks in grundlegenden öffentlichen Diensten wie medizinischen Krankenhäusern und Arzneimitteln und stellte fest, dass Streiks in dieser Art von Aktivitäten ein gesetzlich vorgesehenes Verbrechen seien. Diese Rede hatte nationale Auswirkungen, bis zu dem Punkt, dass Kriegsminister General Amauri Kruel verlangte, dass der Kommandeur der Zweiten Armee solche Äußerungen nicht mehr machen solle. Im August 1963 warnten Bevilacqua und General Jair Dantas Ribeiro, der im Juni 1963 Kriegsminister wurde, die Öffentlichkeit vor der Illegalität politischer Streiks und wiesen sie auf ihre funktionale Pflicht hin, diese zu unterdrücken. Solche Äußerungen führten zu Reibereien mit den Gewerkschaften und der CGT. Der Konflikt zwischen der Militärführung und den Gewerkschaften verschärfte sich mit einer Reihe von Streiks und verschärfte sich noch mehr, als General Osvino Ferreira Alves, der als Marschall in die Reserve versetzt wurde, im August 1963 den Posten als Kommandeur der Ersten Armee in Rio de Janeiro verließ, und zwar trotz des Drucks von João Goulart, ihn auf dem Posten zu halten. Osvinos Versetzung in die Reserve trug dazu bei, die Verteidigungslinie innerhalb der Regierung zu schwächen.
Im September 1963 stimmte das Oberste Bundesgericht STF (Supremo Tribunal Federal) für die Nichtwählbarkeit von Feldwebeln für gesetzgebende Ämter. Aus Protest gegen diese Maßnahme revoltierten Unteroffiziere der Marine und der Luftwaffe in Brasília, wobei der Aufstand noch am selben Tag niedergeschlagen wurde. Am 18. September 1963 gab General Bevilacqua in der Kaserne eine Anweisungsnote heraus, in der er die Offiziere zur Legalität aufrief und die Aktion der Rebellen in Brasília verurteilte. Darüber hinaus warnte er, dass es notwendig sei, „sich vor der Solidarität der gewerkschaftlichen Übeltäter CGT, PUA und des Gewerkschaftlichen Debattierforums FSD (Fórum Sindical de Debates) zu hüten“ (‚estar em guarda contra a solidariedade dos malfeitores sindicais, CGT, PUA e Fórum Sindical de Debates‘), denn die Akzeptanz dieser Solidarität sei mit „der Ehre und Würde des brasilianischen Soldaten“ (‚a sujar a honra e a dignidade do soldado brasileiro‘) gleichbedeutend. Für diese Äußerungen erhielt er Komplimente von den Kommandeuren der Dritten und Vierten Armee, den Generälen Benjamim Rodrigues Galhardo und Justino Alves Bastos, General Eurico Gaspar Dutra und den konservativen und antikommunistischen Organisationen von São Paulo.
Einige Tage später verteilten die CGT, die Nationalistische Volksfront FPN (Frente Popular Nacionalista) und die Nationale Studentenvereinigung UNE (União Nacional dos Estudantes) eine Note an die Presse, in der sie die Äußerungen von Bevilacqua zurückwiesen, während sie gleichzeitig das Recht der Unteroffiziere, in den gesetzgebenden Körperschaften des Landes vertreten zu sein, unterstützten. Sie erinnerten auch daran, dass die Äußerungen des Kommandeurs der Zweiten Armee mit der Position der Regierung kollidierten, da Präsident Goulart in seiner Rede vom 23. August 1963 erklärt hatte, die CGT sei die führende Körperschaft der Arbeiterklasse. Auch der Gouverneur von Pernambuco, Miguel Arraes, verurteilte Bevilacquas Äußerung und erklärte in einer Rede am 25. September 1963‚ das unruhige Klima, in dem das Land lebte, wurde durch die Unnachgiebigkeit der konservativen Klassen motiviert, die Forderungen der Arbeiter nach fairen Löhnen nicht zu erfüllen‘ (‚clima de intranqüilidade em que vivia o país era motivado pela intransigência das classes conservadoras em não atender às justas reivindicações salariais dos trabalhadores‘).
Am selben Tag, an dem diese Notiz veröffentlicht wurde, traf sich General Bevilacqua in Rio de Janeiro mit Kriegsminister Jair Dantas Ribeiro. Kurz nach dem Interview schickte der Minister eine Erklärung an die Presse, in der es hieß, die Worte des Kommandeurs der Zweiten Armee seien „von der Politik verzerrt worden, die an einer systematischen Opposition gegen Regierungsanweisungen interessiert ist“ (‚pela área política interessada na oposição sistemática às diretrizes governamentais‘).

### Chef des Generalstabes und die politisch-militärische Bewegung von 1964

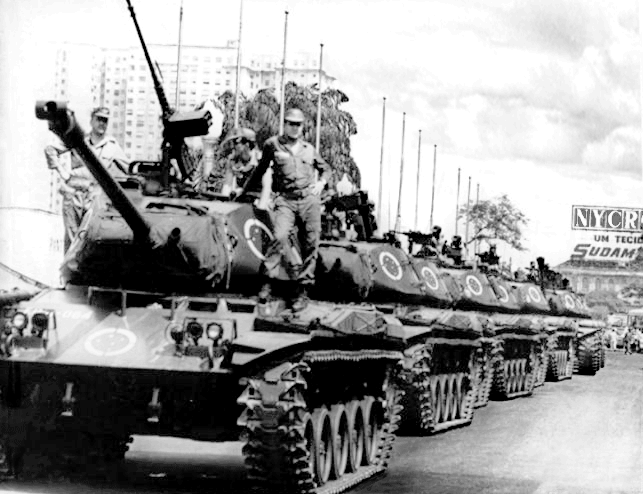
Militärputsch 1964: Panzer auf der Avenida Presidente Vargas in Rio de Janeiro am 4. April

Humberto Castelo Branco war nach dem Militärputsch gegen João Goulart von 1964 bis 1967 Staatspräsident Brasiliens.

Ende Oktober 1963 brach in São Paulo ein Generalstreik aus, der als illegal angesehen werden konnte. Die Stadt Santos wurde gelähmt. Truppen der Zweiten Armee und der Staatspolizei nahmen die Anführer der Bewegung fest und schützten diejenigen, die zur Arbeit zurückkehren wollten. Bevilacqua schickte ein Bataillon, das den Hafen von Santos besetzte und half, die Ordnung aufrechtzuerhalten. Angesichts der Situation und unter dem Druck der Gewerkschaftsführer entließ Präsident Goulart im Dezember  Bevilacqua als Kommandeur der Zweiten Armee und ernannte den ehemaligen Kriegsminister General Amauri Kruel zu seinem Nachfolger. Ohne das Wissen oder die Zustimmung von Bevilacqua unterzeichnete der Präsident noch im Dezember 1963 ein Dekret, mit dem der Präsident ihn zum Chef des Generalstabes der Streitkräfte EMFA (Chefe do Estado-Maior das Forças Armadas) ernannte, da er ihm kein Truppenkommando übertragen wollte.
Am späten Nachmittag des 31. März 1964 wurde Bevilacqua im Laranjeiras-Palast von Präsident Goulart empfangen. In einer Sonderaudienz warnte er diesen vor der moralischen und disziplinarischen Verfassung der Streitkräfte sowie vor den Auswirkungen der politisch-militärischen Ereignisse auf sie. Er verwies auch auf die Notwendigkeit, dass sich der Präsident sofort für die Streitkräfte oder die Gewerkschaften entscheiden müsse, da ihm das ideologisch gegensätzliche Nebeneinander von Militärmacht und Gewerkschaftsmacht nicht vereinbar erscheine. Er vertrat auch die Ansicht, dass es möglich sei, die moralische Einheit zwischen dem Präsidenten, dem obersten Befehlshaber der Streitkräfte, und letzterem durch positive Haltungen wiederherzustellen, die die öffentliche Meinung, insbesondere das Militär, sensibilisieren würden. Er bekräftigte, dass der Präsident nicht mit den von Scheingruppen vertretenen Gewerkschaften regieren sollte, sondern mit den politischen Parteien und unterstützt von den Streitkräften, denen er einen Vertrauenskredit gewähren würde. Bei dieser Gelegenheit übergab er ein unterzeichnetes Dokument zu diesem Thema, das nach vorheriger Konsultation und Zustimmung der Stabschefs des Heeres und der Luftwaffe sowie der Generaloffiziere der drei ihm direkt unterstellten Teilstreitkärfte erstellt worden war.
Während des Interviews erhielt der Präsident die Nachricht, dass General Olímpio Mourão Filho ein Manifest veröffentlicht hatte, in dem er den Rücktritt des Präsidenten forderte. Bevilacqua habe ihm das Gefühl gegeben, dass eine politische Lösung dieser ernsten Lage noch möglich sei. Er schlug Präsident Goulart vor, eine formelle Verpflichtung einzugehen, dem von der CGT angekündigten politischen Streik nicht zuzustimmen und in die Gewerkschaften einzugreifen, um diejenigen, die zum Streik übertreten, gemäß dem Gesetz zu bestrafen. Der Präsident weigerte sich, einen solchen Vorschlag anzunehmen, genauso wie er kurz zuvor eine ähnliche – und unabhängige – Lösung abgelehnt hatte, die vom ehemaligen Präsidenten und damaligen Senator Juscelino Kubitschek vorgeschlagen wurde, und vorsah, die Assistenten des Präsidenten und Minister der Regierung Goulart durch zugegebenermaßen antikommunistische Elemente zu ersetzen. Ebenfalls am 31. März schlossen sich die von General Amauri Kruel kommandierten Streitkräfte aus São Paulo den Truppen unter Führung von General Mourão Filho aus Minas Gerais an und marschierten in Richtung Rio de Janeiro. Neben dem Militär hatte die Bewegung unter anderem die Unterstützung der Gouverneure Carlos Lacerda aus Guanabara, Ademar de Barros aus São Paulo und José de Magalhães Pinto aus Minas Gerais. Die Regierung wurde durch den Militärputsch gestürzt und Präsident Goulart flüchtete nach Uruguay, wobei der Präsident der Abgeordnetenkammer Pascoal Ranieri Mazzilli die Interimspräsidentschaft übernahm. Am 15. April 1964 übernahm General Humberto Castelo Branco, einer der wichtigsten Personen der politisch-militärischen Bewegung (Movimento político-militar), die Präsidentschaft der Republik. Auf Einladung des neuen Präsidenten blieb Bevilacqua weiterhin Chef des Generalstabes im neu gebildeten Kabinett Castelo Branco.
Seit Beginn der neuen Regierung hat sich der General jedoch gegen die staatlichen Vorgaben der neuen Regierung im Sinne einer Internationalisierung der brasilianischen Wirtschaft ausgesprochen. So erinnerte er am 21. August 1964 während einer Sitzung des Nationalen Sicherheitsrates CSN (Conselho de Segurança Nacional) zur Entscheidung über den Fall der American Foreign Power Co. (AMFORP) – ein amerikanisches Unternehmen, das im Bereich der elektrischen Energie tätig war und dessen Kauf von der Regierung unter ungünstigen Bedingungen ausgehandelt wurde – an die Stellungnahme von Finanzminister Francisco Clementino de San Tiago Dantas im Juli 1963 zugunsten der Übernahme von Amforp und Light. Er war auch offen gegen die Pläne der Militärregierung für den Bergbausektor, die die Konzession eines Exportterminals an die Hanna Minning Company beinhalteten. Diese Initiative löste auch heftige Angriffe der Opposition aus, die die Räumung der in Staatsbesitz befindlichen Companhia Vale do Rio Doce anprangerte. Bei der Gelegenheit erinnerte Bevilacqua daran, dass Hanna „Einsatz und Zeit in der verwaltungsrechtlichen Praxis“ (‚useira e vezeira na prática de advocacia administrativa‘) war. Am 18. Dezember 1964 war Bevilacqua während eines Treffens zur Beurteilung der Berichte des Ministers für Planung, Roberto Campos, und des Ministers für Bergbau und Energie, Mauro Thibau, die sich auf die neue Bergbaupolitik bezogen, für das einzige gegenteilige Votum verantwortlich. Die Pläne sahen Maßnahmen vor, um die Exploration und den Export von Eisenerz zu steigern. Das Dekret zur Regulierung der neuen Bergbaupolitik wurde vier Tage später von Präsident Castelo Branco unterzeichnet, was Kritik sowohl von Regierungsgegnern als auch von Gouverneur Carlos Lacerda hervorrief, der eine offizielle Notiz veröffentlichte, in der das Dekret als „verfassungswidrig und illegal“ (‚inconstitucional e ilegal‘) bezeichnet wurde.

### Mitglied des Obersten Militärgerichts und Kritik am Militärregime

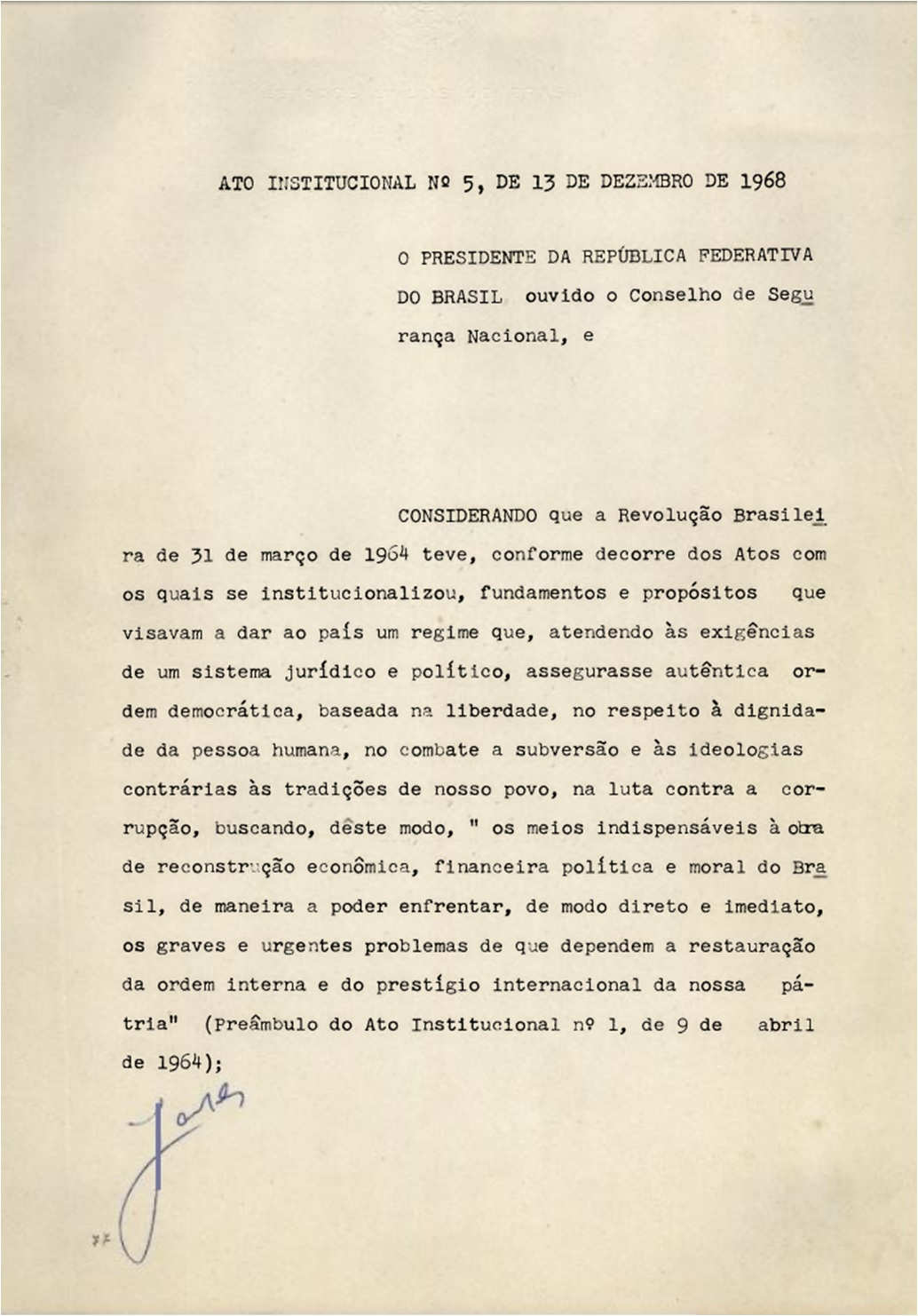
Durch den Ato Institucional Número Cinco (AI-5), den gesetzgebenden Erlass Nr. 5 der Militärregierung, vom 13. Dezember 1968 ermächtigte sich die Regierung, Grundrechte und Bürgerrechte für eine Dauer von bis zu zehn Jahren aufzuheben, und dies „ohne die von der Verfassung gesetzten Beschränkungen“ beachten zu müssen (Art. 4).

Peri Bevilacqua trat im März 1965 als Chef des Generalstabes der Streitkräfte zurück und wurde daraufhin von Flottenadmiral Luiz Teixeira Martini abgelöst. Noch im März 1965 wurde er daraufhin im Ministerrang als Mitglied des Obersten Militärtribunals STM (Superior Tribunal Militar) vereidigt. Als solcher sprach er sich mehrfach gegen die Autorität der polizeilich-militärischen Ermittlungen IPM (Inquéritos policial-militares) aus, die die Aktivitäten von Zivilbürgern untersuchten, und sprach sich auch gegen die Rechtswidrigkeit von Gerichtsverfahren gegen Zivilisten durch Militärbehörden aus. Es begünstigte auch systematisch alle beim STM eingereichten Habeas-Corpus-Anträge und ordnete systematisch die Rückkehr zu Militärprüfungen von Fällen ohne Schuld sowie von Fällen an, in denen dem Angeklagten nicht das volle Recht auf Verteidigung gewährt worden war.
Bevilacquas Distanz zur politisch-militärischen Bewegung von 1964 begann, als er gegen die Eröffnung von Verfahren und Prozessen gegen Präsident Goulart und seine Minister im Bereich der Militärjustiz kämpfte. 1965 begann er, auf die Notwendigkeit einer Amnestie hinzuweisen, als er in einer teilweise zensierten Rede von Luís Alves de Lima e Silva, Herzog von Caxias, nach dem endgültigen Sieg der kaiserlichen Armee gegen die Farrapen-Revolution zitierte, in der den Aufständischen eine Amnestie nach der Niederlage gewährt wurde. Im Januar 1966 gab er zusammen mit General Mourão Filho, ebenfalls Mitglied des Obersten Militärtribunals, der Zeitschrift Manchete ein Interview, in dem er sich für eine Amnestie für die Betroffenen der „Konterrevolution vom 31. März 1964“ (Contra-revolução de 31 de março de 1964) aussprach. Am 16. Januar 1969, nach einer Reihe von Erklärungen zugunsten der Amnestie für diejenigen, die für die Institutionellen Akte Nr. 1 und 2 (Atos institucionais nos. 1 e 2) bestraft wurden, wurde Bevilacqua von der Position als Mitglied des Obersten Militärtribunals abberufen, was durch den am 13. Dezember 1968 erlassenen Institutionellen Akt Nr. 5 (AI-5) erreicht wurde. Das Dekret wurde von Präsident Artur da Costa e Silva drei Monate vor der obligatorischen Pensionierung unterzeichnet, die der General für das Erreichen der Altersgrenze von 70 Jahren erreichen musste. Bevilacqua, der zu dieser Zeit mit 54 Dienstjahren in der Armee der Dekan der Streitkräfte (Decano das forças armadas) war, war das einzige Mitglied des Obersten Militärtribunals, der von der AI-5 betroffen war, und wurde seiner brasilianischen Militärauszeichnungen beraubt, die er nach Amnestie nicht einmal wiedererlangen würde.
Am 31. Mai 1969 wurde Peri Bevilacqua Mitglied der Brasilianischen Demokratischen Bewegung MDB (Movimento Democrático Brasileiro). Er schloss sich dieser Oppositionspartei mit dem Ziel an, für den damaligen Bundesstaat Guanabara bei den Wahlen zur Abgeordnetenkammer zu kandidieren, um für eine Amnestie zu kämpfen. Dies geschah nicht, da von der aus Aurélio de Lira Tavares, Márcio de Souza Mello und Augusto Rademaker bestehenden Militärjunta, die das Land zwischen dem 31. August und dem 30. Oktober 1969 regierte, ein ergänzendes Gesetz erlassen wurde. Diese neue Bestimmung erklärte diejenigen, die von institutionellen Gesetzen betroffen waren, für nicht wählbar.

### Die Amnestiekampagne

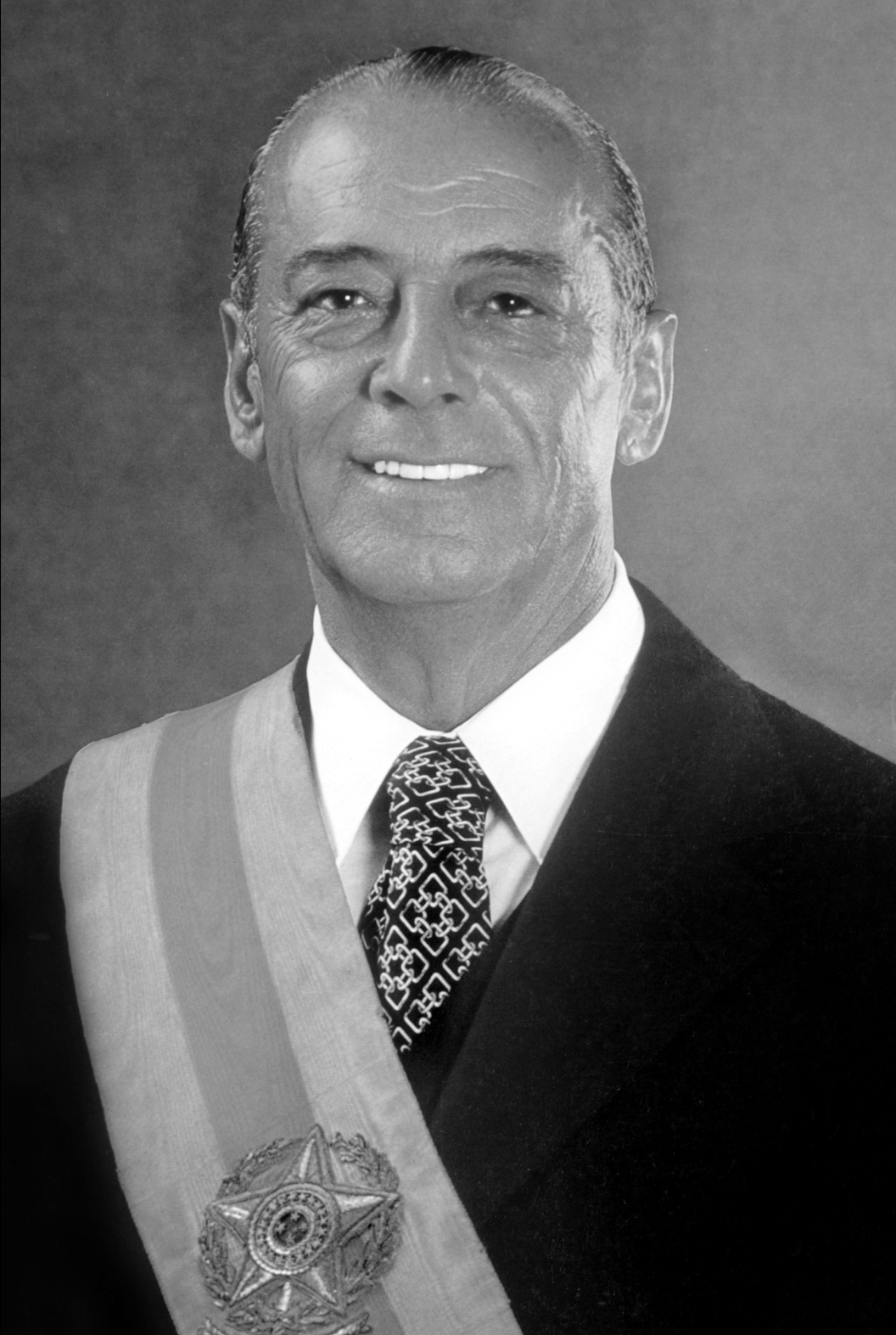
Durch ein Dekret von Staatspräsident João Baptista de Oliveira Figueiredo wurde ihm 1980 der Ruhestand als Mitglied des Obersten Militärtribunals im Ministerrang gewährt.

1975 gab Bevilacqua der Zeitung Tribuna da Imprensa in Rio de Janeiro ein Interview, in dem er die Gewährung einer breiten, allgemeinen und uneingeschränkten Amnestie für die Bestraften der Militärregierungen forderte, eine Maßnahme, die ihm übrigens nicht mehr nutzen sollte, da sein Alter die Rückkehr in die Armee nicht zuließ. Mit einer Konferenz bei der Brasilianischen Pressevereinigung ABI (Associação Brasileira de Imprensa) im Februar 1978 rief Bevilacqua öffentlich das Brasilianische Komitee für Amnestie CBA (Comitê Brasileiro pela Anistia) unter dem Vorsitz von Rechtsanwalt Eni Raimundo Moreira ins Leben. Die CBA wurde von einer Gruppe von Rechtsanwälten, Freunden und Angehörigen politischer Gefangener mit dem Ziel gegründet, sich für die Amnestie der Betroffenen der seit 1964 geltenden Ausnahmetaten einzusetzen.
General Bevilacqua war kein Mitglied der CBA, bereiste aber mehrere Städte des Landes und sprach sich für die Bewegung aus. Während der Kampagne forderte er eine „umfassende, allgemeine und uneingeschränkte Amnestie“ (‚Anistia ampla, geral e irrestrita‘) und definierte sie als einen „im Wesentlichen politischen Akt, der alle Auswirkungen der Strafe auslöscht und das Strafverfahren für immer zum Schweigen bringt. Es ist keine Verzeihung, Entschuldigung oder Begnadigung und erreicht auf diese Weise sogar die Folterknechte“ (‚essencialmente político, que extingue todos os efeitos da pena e impõe perpétuo silêncio ao processo criminal. Não é um indulto, perdão ou clemência e, dessa forma, atinge até os torturadores‘). Seiner Ansicht nach sollte die Amnestie „in erster Linie die Geister entwaffnen, die Saat des Hasses zerstreuen, die Ungerechtigkeit und Gewalt hervorrufen, zukünftige Rache vorwegnehmen, Versöhnung ermöglichen und fördern“ (‚em primeiro lugar, a desarmar os espíritos, a dissipar a sementeira de ódios que as injustiças e violências provocam, a premunir futuras vinganças, a permitir e promover a reconciliação‘). Schließlich wurde das politische Amnestiedekret am 28. August 1979 vom Präsidenten der Republik, General João Baptista de Oliveira Figueiredo, unterzeichnet. Am 11. November 1980 wurde ihm per Präsidialdekret der Ruhestand als Mitglied des Obersten Militärtribunals im Ministerrang gewährt.
Aus seiner Ehe mit Naída de Escobar Bevilacqua gingen fünf Kinder hervor.

## Hintergrundliteratur
- Mário Vitor: Cinco anos que abalaram o Brasil. De Jânio Quadros ao Marechal Castelo Branco, Rio de Janeiro, Civilização Brasileira, 1965
- John W. Foster Dulles: Unrest in Brazil. Political military crises, 1955–1964, Austin, University of Texas Press, 1970
- Hélio Silva: 1964. Golpe ou contra-golpe? Rio de Janeiro, Civilização Brasileira, 1975
- Luís Viana Filho: O governo Castelo Branco, Rio de Janeiro, J. Olímpio, 1975
- Luís Alberto Muniz Bandeira: O governo João Goulart. As lutas sociais no Brasil, 1961–1964, Rio de Janeiro, Civilização Brasileira, 1977
- Paulo Brandi Cachapuz: Cronologia política, 1964–1967. Rio de Janeiro, Fundação Getúlio Vargas/CPDOC, 1977
- Antonio Carlos Peixoto: O Clube Militar e os confrontos no seio das Forças Armadas (1945–1964), S. 71–113. In : Alain Rouquié: Os partidos militares no Brasil, Rio de Janeiro, Record, 1992